# CONCACAF Women’s Gold Cup 2014
Der neunte CONCACAF Women’s Gold Cup, die nordamerikanische Meisterschaft im Frauenfußball, wurde vom 15. bis 26. Oktober 2014 in den USA ausgetragen. Titelverteidiger war Kanada. Das Turnier diente als Qualifikation für die Weltmeisterschaft 2015 in Kanada. Neben dem Turniersieger qualifizierten sich der Vizemeister sowie der Drittplatzierte direkt für die Weltmeisterschaft. Der Vierte muss gegen das drittplatzierte Team der CONMEBOL-Qualifikation um einen weiteren Platz bei der Weltmeisterschaft spielen.
Turniersieger wurde die USA durch einen 6:0-Finalsieg über Costa Rica.

## Teilnehmer

### Qualifikation
→ siehe Hauptartikel: CONCACAF Women’s Gold Cup 2014/Qualifikation
Die Nationalmannschaften der USA, Kanadas und Mexikos waren als die drei erstplatzierten Mannschaften des letzten Turniers automatisch für die Endrunde qualifiziert. Kanada sagte seine Teilnahme aufgrund der bereits feststehenden Qualifikation als Gastgeber für die Weltmeisterschaft jedoch ab. Das Teilnehmerfeld sollte durch drei Mannschaften aus der Karibik und zwei Mannschaften auf Zentralamerika komplettiert werden, allerdings bekam die Karibik nach dem Rückzug Kanadas einen vierten Startplatz. Die Qualifikation der Caribbean Football Union (CFU) fand vom 21. Mai bis 26. August 2014 statt, die zwei Teilnehmer der Unión Centroamericana de Fútbol (UNCAF) wurden beim UNCAF-Turnier vom 19. bis 25. Mai 2014 ermittelt.

### Qualifizierte Mannschaften
Für das Turnier haben sich folgende Mannschaften qualifiziert:
| 2 gesetzte Mannschaften           | Mexiko     | USA                 |
| 2 Mannschaften aus Zentralamerika | Costa Rica | Guatemala           |
| 4 Mannschaften aus der Karibik    | Haiti      | Jamaika             |
|                                   | Martinique | Trinidad und Tobago |

Die Auslosung zur Endrunde fand am 5. September 2014 in Miami statt.

## Spielorte
| Bridgeview                    | Chester                                 | Kansas City                     | Washington                             |
| ----------------------------- | --------------------------------------- | ------------------------------- | -------------------------------------- |
| Toyota Park Kapazität: 20.000 | PPL Park Kapazität: 18.500              | Sporting Park Kapazität: 18.467 | RFK Memorial Stadium Kapazität: 45.596 |
| Toyota Park                   | PPL Park                                | Sporting Park                   | RFK Memorial Stadium                   |
| Vorrundenspiele               | Halbfinale Spiel um Platz drei Endspiel | Vorrundenspiele                 | Vorrundenspiele                        |

## Modus
Bei der Endrunde bildeten die acht Teilnehmer zwei Vorrundengruppen mit je vier Mannschaften, von denen sich jeweils die ersten beiden für das Halbfinale qualifizierten. In der Gruppenphase spielte jede Mannschaft gegen jede andere Mannschaft ihrer Gruppe nach dem Meisterschaftsmodus. Sollten zwei oder mehrere Mannschaften punktgleich sein, entschieden folgende Kriterien:
1. höhere Punktzahl aus den Spielen der punktgleichen Mannschaften untereinander;
2. bessere Tordifferenz aus diesen Spielen;
3. höhere Anzahl erzielter Tore aus diesen Spielen;
4. bessere Tordifferenz in allen Spielen;
5. höhere Anzahl erzielter Tore in allen Spielen;
6. Losentscheid.

Ab dem Halbfinale wurde das Turnier im K.-o.-System fortgesetzt, wobei sich der Sieger eines Spiels für die nächste Runde qualifizierte. Endete ein Spiel nach Ablauf der regulären Spielzeit unentschieden, gab es eine Verlängerung von zweimal 15 Minuten. War auch nach der Verlängerung keine Entscheidung gefallen, wurde der Sieger im Elfmeterschießen ermittelt.
Die beiden Finalisten und der Sieger des Spiels um Platz drei qualifizierten sich direkt für die Weltmeisterschaft, während der Verlierer des Spiels um Platz drei noch Entscheidungsspiele gegen den Dritten der Südamerikameisterschaft 2014 austragen muss. Martinique ist als französisches Überseegebiet kein Mitglied der FIFA und konnte sich daher nicht für die Weltmeisterschaft qualifizieren. Daher nahm Martinique nur an der Gruppenphase teil. Hätte sich Martinique unter den ersten Zwei der Gruppe platziert, wäre die jeweils nächstplatzierte Mannschaft nachrückt um im Halbfinale zu spielen. Dieser Fall trat aber nicht ein.

## Spielplan

### Vorrunde

#### Gruppe A
| Pl. | Land                | Sp. | S | U | N | Tore    | Diff. | Punkte |
| --- | ------------------- | --- | - | - | - | ------- | ----- | ------ |
| 1.  | USA                 | 3   | 3 | 0 | 0 | 012:000 | +12   | 09     |
| 2.  | Trinidad und Tobago | 3   | 2 | 0 | 1 | 003:200 | +1    | 06     |
| 3.  | Haiti               | 3   | 1 | 0 | 2 | 001:700 | −6    | 03     |
| 4.  | Guatemala           | 3   | 0 | 0 | 3 | 001:800 | −7    | 0      |

|                                      |   |                     |           |
| 15. Oktober 2014 in Kansas City      |   |                     |           |
| Guatemala                            | – | Haiti               | 0:1 (0:0) |
| USA                                  | – | Trinidad und Tobago | 1:0 (0:0) |
| 17. Oktober 2014 in Bridgeview       |   |                     |           |
| Haiti                                | – | Trinidad und Tobago | 0:1 (0:1) |
| USA                                  | – | Guatemala           | 5:0 (1:0) |
| 20. Oktober 2014 in Washington, D.C. |   |                     |           |
| Trinidad und Tobago                  | – | Guatemala           | 2:1 (0:0) |
| Haiti                                | – | USA                 | 0:6 (0:2) |

#### Gruppe B
| Pl. | Land       | Sp. | S | U | N | Tore    | Diff. | Punkte |
| --- | ---------- | --- | - | - | - | ------- | ----- | ------ |
| 1.  | Costa Rica | 3   | 3 | 0 | 0 | 009:200 | +7    | 09     |
| 2.  | Mexiko     | 3   | 2 | 0 | 1 | 013:200 | +11   | 06     |
| 3.  | Jamaika    | 3   | 1 | 0 | 2 | 008:500 | +3    | 03     |
| 4.  | Martinique | 3   | 0 | 0 | 3 | 001:220 | −21   | 0      |

|                                      |   |            |            |
| 16. Oktober 2014 in Kansas City      |   |            |            |
| Jamaika                              | – | Martinique | 6:0 (3:0)  |
| Costa Rica                           | – | Mexiko     | 1:0 (1:0)  |
| 18. Oktober 2014 in Bridgeview       |   |            |            |
| Costa Rica                           | – | Jamaika    | 2:1 (0:0)  |
| Martinique                           | – | Mexiko     | 0:10 (0:5) |
| 21. Oktober 2014 in Washington, D.C. |   |            |            |
| Martinique                           | – | Costa Rica | 1:6 (0:3)  |
| Mexiko                               | – | Jamaika    | 3:1 (1:1)  |

### Finalrunde
|  | Halbfinale          | Halbfinale       |                     |   | Finale           | Finale           |
|  |                     |                  |                     |   |                  |                  |
|  | USA                 | 3                |                     |   |                  |                  |
|  | Mexiko              | 0                |                     |   |                  |                  |
|  | 24. Oktober 2014    |                  |                     |   |                  |                  |
|  |                     |                  | 26. Oktober 2014    |   |                  |                  |
|  | Costa Rica          | 0                |                     |   |                  |                  |
|  |                     | USA              | 6                   |   |                  |                  |
|  |                     |                  |                     |   |                  |                  |
|  | 3. Platz            |                  |                     |   |                  |                  |
|  | 24. Oktober 2014    | 24. Oktober 2014 | Trinidad und Tobago | 2 |                  |                  |
|  | Costa Rica          | 31 (3)1          | Mexiko              | 4 |                  |                  |
|  | Trinidad und Tobago | 1 (0)            |                     |   | 26. Oktober 2014 | 26. Oktober 2014 |

1 Sieg im Elfmeterschießen

#### Halbfinale
|                             |   |                     |                                 |
| 24. Oktober 2014 in Chester |   |                     |                                 |
| USA                         | – | Mexiko              | 3:0 (2:0)                       |
| Costa Rica                  | – | Trinidad und Tobago | 1:1 n. V. (1:1, 1:0), 3:0 i. E. |

#### Spiel um Platz 3
|                             |   |        |                      |
| 26. Oktober 2014 in Chester |   |        |                      |
| Trinidad und Tobago         | – | Mexiko | 2:4 n. V. (2:2, 0:1) |

#### Finale
|                             |   |     |           |
| 26. Oktober 2014 in Chester |   |     |           |
| Costa Rica                  | – | USA | 0:6 (0:4) |

## Schiedsrichterinnen
- Marianela Araya
- Mirian León
- Maurees Skeete
- Melissa Borjas
- Carol Chénard
- Sheena Dickson
- Quetzalli Alvarado
- Lucila Venegas
- Tatiana Guzmán
- Margaret Domka

## Beste Torschützinnen
| Rang | Spielerin        | Tore |
| ---- | ---------------- | ---- |
| 1    | Abby Wambach     | 7    |
| 2    | Carli Lloyd      | 5    |
| 3    | Charlyn Corral   | 4    |
|      | Carolina Venegas | 4    |
| 5    | Kennya Cordner   | 3    |
|      | Donna Henry      | 3    |
|      | Sandra Mayor     | 3    |
|      | Mónica Ocampo    | 3    |
|      | Raquel Rodríguez | 3    |

Hinzu kommen fünf Spielerinnen mit je zwei und 19 Spielerinnen mit je einem Tor sowie ein Eigentor.